# Melibea (mitologia)
Melibea (en grec antic Μελίβοια, Meliboia) va ser una jove efèsia protagonista d'una història d'amor.
Tenia relacions amoroses amb un jove de nom Alexis. Melibea l'estimava i ell li corresponia, però els pares de la noia l'havien destinat a un altre home. Alexis, desesperat, va abandonar la ciutat. El dia del seu casament, Melibea es va tirar daltabaix de la teulada de casa seva. La seva intenció era matar-se, però no es va morir i va fugir cap al port. Allí va pujar a una nau, les veles de la qual es van desplegar soles i la van portar mar endins. La nau va arribar a un port on la jove va trobar el seu amant que estava preparant un banquet amb els seus amics. Es van casar, i en agraïment als déus van erigir a Efes un santuari a Afrodita, que va rebre el sobrenom d'Afrodita Automate (perquè havia fet anar el vaixell tot sol) o Afrodita Epidieta (perquè havia arribat en el moment de seure a taula, que és el que significa aquesta paraula).